# Lab'l
Lab'l, de son vrai nom Marie-Helène Etere Abega , est une artiste musicienne camerounaise. Elle est connue de la scène world music au Cameroun.

## Biographie

### Enfance, éducation et débuts
Lab'l naît le 21 mars à Yaoundé au Cameroun. Elle est originaire de Ngoumou dans le département de la Mefou et Akono, région du Centre,,. Après ses études secondaires au lycée de Nkolndongo sanctionnées par un Baccalauréat A4 option allemand, elle s'inscrit à l’Université de Yaoundé 2,. Elle y obtient un DEUG en Droit privé,.

### Carrière musicale
En 2014, elle se révèle au public au travers de son tube Ma ve won gan. La même année, elle sort My Way, un album de 10 titres, un mélange de soul et pop,. En 2016, après la sortie de deux singles intitulés Duma et Dzuma, elle quitte la scène musicale à la suite d'une période de maladie. En 2022, lors d'un séjour au Cameroun, elle annonce la sortie de son deuxième album intitulé Ma gratitude,.

### Style musical et influences
Lab'l s'inspire de sa grand-mère choriste. Son inspiration de début est le RnB contemporain⁣⁣, notamment par Beyoncé. Elle écoute Whitney Houston, Mariah Carey, Boys2men, Brandy, Annie Anzouer, Messi Martin, Angélique Kidjo et Burna Boy. Elle est une fan de l’artiste sud-africaine Brenda Fassie.

## Discographie

### Singles
2016: Duma
2016: Dzuma
2014: Ma ve won gan

### Collaborations
L'aventure des collaborations commence en 2013 avec Ma Yi Mon de Merveillo'o Le Boss,. Elle poursuit avec J'ai Besoin de Toi de Lucky+2  et Notre Tradition du groupe Tizeu.

## Vie privée
Lab'l s'est mariée en 2022.

## Prix et distinctions
2017 : Prix Découvertes RFI